# Revolution Ballroom
Revolution Ballroom è l'ottavo album (sesto da solista) della cantante tedesca Nina Hagen, pubblicato nel 1993 in formato CD, cassetta e vinile deluxe.
Quest'album si distingue dagli altri lavori della Hagen, perché abbandona lo stile punk avvicinandosi ad un pop influenzato dal country (come si nota nella canzone Right On Time) e dal blues (come si nota nella nuova versione di I'm Going to Live the Life di Mahelia Jackson).
La copertina dell'album vede la Hagen in una posa provocatoria legata ad una sedia indossando un lungo e sensuale abito nero, in quella che sembra una camera da letto opera degli artisti francesi Pierre et Gilles.